# Équipe de Tunisie de football en 1976
L'équipe de Tunisie de football connaît en 1976 une année tranquille, disputant quelques rencontres amicales et un seul match officiel dans le cadre des qualifications pour la coupe du monde 1978.

## Matchs

### Rencontres internationales
| Date              | Stade                                | Adversaire      | Score | Comp | Buteurs tunisiens           |
| 18 février 1976   | Stade olympique d'El Menzah, Tunisie | Yougoslavie     | 2-1   | A    | Ben Aziza 32e, Kaabi 42e    |
| 28 février 1976   | Stade olympique d'El Menzah, Tunisie | Suède           | 1-1   | A    | Gobantini 31e               |
| 30 septembre 1976 | Dammam, Arabie saoudite              | Arabie saoudite | 1-0   | A    | Ouada                       |
| 4 novembre 1976   | Stade olympique d'El Menzah, Tunisie | Libye           | 3-0   | A    | Kaabi 44e 60e, K. Gasmi 46e |
| 24 novembre 1976  | La Valette, Malte                    | Malte           | 1-1   | A    | Chebli 58e                  |
| 13 décembre 1976  | Casablanca, Maroc                    | Maroc           | 1-1   | QCDM | M.A. Akid 56e               |

### Matchs de préparation
| Date             | Stade                                | Adversaire                       | Score | Comp | Buteurs tunisiens  |
| 20 octobre 1976  | Stade olympique d'El Menzah, Tunisie | Olympique de Marseille ( France) | 1-2   | A    | Ouada              |
| 29 décembre 1976 | Stade olympique d'El Menzah, Tunisie | OGC Nice ( France)               | 2-1   | A    | Lahzami, Ben Aziza |

## Sources
- Mohamed Kilani, « Équipe de Tunisie : les rencontres internationales », Guide-Foot 2010-2011, éd. Imprimerie des Champs-Élysées, Tunis, 2010
- Béchir et Abdessattar Latrech, 40 ans de foot en Tunisie, vol. 1, chapitres VII-IX, éd. Société graphique d'édition et de presse, Tunis, 1995, p. 99-176